# Burn the Stage: The Movie
Burn the Stage: The Movie (번 더 스테이지: 더 무비?, Beon deo seute-iji: Deo mubiLR) è un film documentario sudcoreano del 2018 diretto da Park Jun-soo.
Il film ha come protagonista il gruppo musicale BTS e mostra i retroscena del Wings Tour, tenutosi nel 2017 in diciannove città del mondo. È un adattamento della docuserie Burn the Stage pubblicata su YouTube Premium dal 28 marzo al 9 maggio 2018 e consistente di otto episodi da circa trenta minuti l'uno, ma contiene numerose riprese e interviste inedite.

## Trama
Il lungometraggio, della durata di 85 minuti, mostra esibizioni live, partecipazioni a premiazioni, momenti fuori scena e interviste con i sette membri dei BTS, andando dietro le quinte del Wings Tour per raccontare la storia della scalata al successo del gruppo. Nel film i BTS parlano delle difficoltà e del lato mondano della notorietà, così come delle insicurezze che hanno affrontato lungo il cammino e del loro desiderio di continuare a crescere e migliorare come artisti.

## Promozione
I biglietti sono stati messi in vendita il 22 ottobre 2018, mentre il trailer è uscito il giorno successivo.

## Distribuzione
Il film è stato distribuito da Trafalgar Releasing in 79 Paesi il 15 novembre, mentre in India è diventato disponibile nelle sale il 25 novembre. Il 5 e il 6 dicembre si sono tenute delle proiezioni aggiuntive in alcuni Paesi a causa dall'alto numero di richieste. È stato pubblicato su YouTube Premium il 18 gennaio 2019.

## Accoglienza

### Botteghino
Le prevendite hanno raggiunto quasi la quota di un milione di biglietti.
Il primo giorno di proiezioni in Corea del Sud ha attratto 77.260 spettatori, e la pellicola è stata il primo film di un idol a entrare nella top ten del botteghino, occupando la posizione 5. Ha guadagnato $1,77 milioni nei primi tre giorni di programmazione ed è rimasto in cartellone per cinque, vendendo 235.372 biglietti complessivi e figurando quarto tra le uscite più acquistate della settimana.
Negli Stati Uniti ha accumulato $1,2 milioni il giorno dell'apertura e $3,54 milioni totali su tre giorni, infrangendo il record per un evento musicale cinematografico detenuto dal 2014 dagli One Direction con One Direction: Where We Are. Si è posizionato decimo al botteghino, pur essendo proiettato in 620 strutture contro le 2.000-4.000 degli altri titoli in top ten.
In Giappone è stato sesto al botteghino durante la settimana di apertura, con $1.343.031. Ha occupato la stessa posizione anche nel Regno Unito con circa $830,000, e in Germania e Austria ha guadagnato $800.000. Nelle Filippine e in Indonesia ha venduto oltre 100.000 biglietti, mentre in Australia ha totalizzato $403.250, arrivando in quarta posizione.
Durante la prima settimana ha incassato $14 milioni a livello globale, che sono saliti a $20,34 in seguito alle repliche causate dalle numerose richieste, con due milioni di biglietti venduti.

### Critica
Siddhant Adlakha di Polygon ha scritto che il film soddisfaceva il suo obiettivo primario, quello di mostrare i BTS nel loro elemento e cosa provassero durante i concerti e la vita quotidiana, tuttavia evitava le esibizioni sul palco, lasciando la sensazione che stesse costruendo un climax musicale che non arrivava mai.
Gulf News ha ritenuto che riuscisse a mostrare il legame dei ragazzi l'uno con l'altro, le ferite e le difficoltà, e che riuscissero comunque a divertirsi nonostante le pressioni. MensXP l'ha definito "una boccata d'aria fresca" in cui i fan potevano vedere cosa ci fosse dietro le quinte di un'esibizione dei BTS.
Per CelebMix, Burn the Stage: The Movie è "un film commovente che mostra che dietro i tour ininterrotti e gli stili di vita frenetici degli idol coreani, [ci] sono sette ragazzi normali con la passione per la musica, la passione per il palco, la gratitudine più grande verso i loro ARMY".